# Georges Vanderhulst
Georges (Geo) Vanderhulst (Elsene, 15 juli 1944) is een Belgisch voormalig hockeyer.

## Levensloop
Vanderhulst was actief bij La Rasante.
Daarnaast maakte hij deel uit van het Belgisch hockeyteam, waarmee hij onder meer deelnam aan de Olympische Zomerspelen van 1968.